# Гримм (3-й сезон)
Третий сезон фэнтезийного драматического сериала «Гримм», премьера которого состоялась на канале NBC 25 октября 2013 года, а заключительная серия вышла 16 мая 2014 года, состоит из 22 эпизодов. Шоу было создано Дэвидом Гринуолтом, Джимом Коуфом и Стивеном Карпентером и рассказывает о детективе Нике Бёркхардте из отдела убийств, который узнаёт, что является потомком группы охотников, известных как «Гриммы». Им дарована возможность видеть в людях «Существ» и они сражаются за то, чтобы сохранить человечество в безопасности от этих сверхъестественных сущностей.

## В ролях

### Основной состав
- Дэвид Джинтоли — Ник Бёркхардт (22 эпизода)
- Расселл Хорнсби — Хэнк Гриффин (21 эпизода)
- Битси Таллок — Джульетта Силвертон (22 эпизода)
- Сайлас Уэйр Митчелл — Монро (22 эпизода)
- Саша Ройз — капитан Шон Ренар (22 эпизода)
- Реджи Ли — сержант Дрю Ву (21 эпизодов)
- Бри Тёрнер — Розали Калверт (21 эпизодов)
- Клэр Коффи — Адалинда Шейд (20 эпизодов)

### Второстепенный состав
- Дэмиен Паклер — Мейснер (12 эпизодов)
- Кристиан Лагадек — Себастьян (10 эпизодов)
- Алексис Денисоф — Виктор Хлодвиг зу Шеллендорф вон Конигсбёрг (8 эпизодов)
- Шохре Агдашлу — Стефания Вадува Попеску (4 эпизода)
- Жаклин Тобони — Тереза «Беда» Рубел (4 эпизода)
- Ди Уоллес — Элис (3 эпизода)
- Крис Малки — Барт (3 эпизода)
- Дэнни Бруно — Бад Вурстнер (3 эпизода)
- Лора Фэй Смит — Дэтта Калверт (2 эпизода)
- Шарон Лил — Зури Эллис (2 эпизода)
- Алисия Лагано — Алисия (2 эпизода)
- Мэри Элизабет Мастрантонио — Келли Бёркхардт (2 эпизода)

## Эпизоды
| № общий | № в сезоне | Название                                                             | Режиссёр            | Автор сценария                                                    | Дата премьеры   | Произв. код | Зрители в США (млн) |
| --- | ---------- | -------------------------------------------------------------------- | ------------------- | ----------------------------------------------------------------- | --------------- | ----------- | ------------------- |
| 45 | 1          | «The Ungrateful Dead» «Неблагодарный мертвец»                        | Норберто Барба      | Дэвид Гринуолт и Джим Коуф                                        | 25 октября 2013 | 301         | 6,15                |
| Из-за способностей гримма, Ник впадает в агрессивное состояние зомби быстрее, чем рассчитывали его похитители, убивает Барона Самди и провоцирует падение самолёта в американской глубинке. Капитан Ренард и друзья Ника ищут способ вылечить всех подвергшихся зомбированию, а также параллельно пытаются найти гримма, который выжил после катастрофы и напал на ближайший бар. Тем временем Адалинда под руководством Стефании начинает проходить испытания, которые позволят ей вернуть силы ведьмы. Открывающая цитата: «Но если я буду стоять у ног больного, значит он мой». |            |                                                                      |                     |                                                                   |                 |             |                     |
| 46 | 2          | «PTZD» «Посттравматический зомби-синдром»                            | Эрик Ланёвилль      | Дэвид Гринуолт и Джим Коуф                                        | 1 ноября 2013   | 302         | 4,96                |
| Ника удаётся поймать и вылечить от воздействия яда Барона Самди, но он почему-то по-прежнему периодически впадает в состояние мнимой смерти. Капитан и друзья Ника пытаются защитить гримма от последствий его нападения на бар, однако положение усложняется тем, что тогда был тяжело ранен и позднее умер человек. Между тем, испытания Адалинды становятся всё отвратительнее, а из Вены приходят новости о гибели принца Эрика Ренарда. Открывающая цитата: «Рождаться дважды не более удивительно, чем один раз; всё в природе подчинено закону возрождения». |            |                                                                      |                     |                                                                   |                 |             |                     |
| 47 | 3          | «A Dish Best Served Cold» «Блюдо, которое лучше подавать холодным»   | Карен Гавиола       | Роб Райт                                                          | 8 ноября 2013   | 303         | 4,88                |
| Монро идёт с Розали в ресторан на свидание, на котором предлагает сделать следующий шаг в их отношениях. Вскоре Ник и Хэнк находят некоторых посетителей того самого ресторана мёртвыми. Также у Ника продолжают проявляться побочные эффекты из-за яда Барона Самди. В Австрии сообщники капитана Ренарда разыскивают фрау Пеш, попутно пытаясь избежать следователей по делу принца Эрика. Открывающая цитата: «Это парк смерти, здесь он порождает жизнь, чтобы кормиться. Крики боли — музыка для его банкета». |            |                                                                      |                     |                                                                   |                 |             |                     |
| 48 | 4          | «One Night Stand» «Случайная связь»                                  | Стивен ДеПол        | Шон Калдер                                                        | 15 ноября 2013  | 304         | 5,81                |
| После того, как кто-то топит одного парня и практически делает это с другим, Ник и Хэнк расследуют это дело. Они выясняют, что имеют дело с водными существами, которых называют наядами. Тем временем, Розали переезжает к Монро и они оба решают, какие вещи будут в их теперь уже общем доме. Ренард начинает догадываться, кто продаёт ребёнка королевской крови. Параллельно, Ник проходит обследование, чтобы выяснить, почему он то и дело впадает в состояние транса, и открывает в себе новый дар. Открывающая цитата: «Всё больше и больше она начинала любить людей, всё сильнее тянуло её к ним». |            |                                                                      |                     |                                                                   |                 |             |                     |
| 49 | 5          | «El Cucuy» «Эль Кукуй»                                               | Джон Беринг         | Майкл Голамко                                                     | 29 ноября 2013  | 305         | 5,73                |
| После серии дерзких ограблений, в одном из районов Портленда начинают гибнуть преступники. Всё указывает на то, что их убила стая диких собак, а одна из свидетельниц утверждает, что это сделал Эль Кукуй. Ник рассказывает Джульетте о том, что его мать жива и также является гриммом, а также о том, как он узнал правду о ней. Капитан Ренард, наконец, узнаёт, кто является матерью ребёнка королевской крови после того, как Адалинда посещает гинеколога. Открывающая цитата: «Duérmete niño, duérmete ya… Que viene el Coco y te comerá. (Спи дитя, спи… Иначе Кукуй придёт и съёст тебя)». |            |                                                                      |                     |                                                                   |                 |             |                     |
| 50 | 6          | «Stories We Tell Our Young» «Истории, которые мы рассказываем детям» | Аарон Липстадт      | Майкл Дагган                                                      | 6 декабря 2013  | 306         | 6,32                |
| Во время экзорцизма ребёнок убивает священника, проводившего обряд. Этим он привлекает внимание Совета существ, который хочет казнить его как представляющего угрозу для их мира. Джульетта же считает, что мальчик является совсем обычным и его поведение как-то связано с паразитом. По её мнению, ребёнка ещё можно спасти как от паразита, так и от Совета Существ. Тем временем, капитан Ренард уезжает из города по делам сопротивления, а Адалинду приглашают в королевский дворец. Открывающая цитата: «Мы не верим. Мы боимся». |            |                                                                      |                     |                                                                   |                 |             |                     |
| 51 | 7          | «Cold Blooded» «Хладнокровный»                                       | Терренс О’Хара      | Дэвид Гринуолт и Джим Коуф                                        | 13 декабря 2013 | 307         | 4,88                |
| В канализации Портленда объявилось воплощение городского мифа об аллигаторах из канализации. Вот только этот аллигатор ещё и вор — произведена серия краж предметов из драгоценных металлов. Взгляд Гримма обращается к Хладнокровусу, чей укус настолько силён, что может раскусить человека пополам. В Вене во дворце Адалинда знакомится с ещё одним членом королевской семьи, а Ренард, после покушения на его жизнь, пытается встретиться с членами сопротивления. Открывающая цитата: «Пускай же прочь смутьяны те уйдут, они нигде прощенья не найдут!». |            |                                                                      |                     |                                                                   |                 |             |                     |
| 52 | 8          | «Twelve Days of Krampus» «Двенадцать дней Крампуса»                  | Таня МакКирнан      | Дэн Е. Фесман                                                     | 13 декабря 2013 | 308         | 4,88                |
| В канун Рождества двое подростков на скейтах воруют подарки и весело их рассматривает. Веселье прерывает существо, похожее на козла, в костюме Санты. Оно запихивает в мешок для подарков одного из мальчиков (второй успевает спрятаться) и оставляет кусок угля. Ник и Хэнк берутся за расследование этого дела и выясняют, что имеют дело с Крампусом — анти-Сантой, крадущим непослушных детей и пожирающим их в ночь зимнего солнцестояния. Но почему же многие существа утверждают, что Крампус — миф? Тем временем, Монро и Розали празднуют своё первое совместное Рождество. В Австрии члены сопротивления, в том числе и Ренард, наконец собираются вместе. Открывающая цитата: «О, Ёлочка, о, Ёлочка, Как тверды твои ветви».                                  |            |                                                                      |                     |                                                                   |                 |             |                     |
| 53 | 9          | «Red Menace» «Красная угроза»                                        | Аллан Крокер        | Алан ДиФиоре                                                      | 3 января 2014   | 309         | 5,68                |
| В русской диаспоре Портленда появился чудесный целитель Борис Мышкин, способный целить всё, что угодно. Но при нападении на него он вдруг заражает нападавшего острой формой лучевой болезни. Похоже, Гримм и его напарник имеют дело с Кощеем, русским существом из детских сказок. Тем временем у Ника и Джульетты поселяется Алиша, подруга Джульетты, бегущая от агрессивного мужа, избивающего её. Открывающая цитата: «Есть на море-океане остров, на том острове дуб стоит, под дубом сундук зарыт, в сундуке — заяц, в зайце — утка, в утке — яйцо, а в яйце — моя смерть». |            |                                                                      |                     |                                                                   |                 |             |                     |
| 54 | 10         | «Eyes of the Beholder» «Глаза смотрящего»                            | Питер Вернер        | Томас Йен Гриффит                                                 | 10 января 2014  | 310         | 5,33                |
| Возле одной закусочной избивают до смерти богатого гангстера из банды, где все члены — Ягуарды, ягуароподобные существа. В живых осталась только его девушка. К несчастью, всё это видел юноша, которого теперь преследуют преступники, чтобы устранить свидетеля, в качестве которого его как раз взялись отыскать Ник с Хэнком. Ситуация осложняется тем, что мальчик напуган и его сестра — бывшая физиотерапевтка Хэнка, к которой он в последнее время неравнодушен. Открывающая цитата: «Я рада ночи: вам меня не видно, — Так я стыжусь наряда моего». |            |                                                                      |                     |                                                                   |                 |             |                     |
| 55 | 11         | «The Good Soldier» «Хороший солдат»                                  | Рашаад Эрнесто Грин | Роб Райт                                                          | 17 января 2014  | 311         | 5,71                |
| Ника и Хэнка вызывают на убийство ветерана, работающего в службе безопасности. В течение их расследования они обнаруживают, что это могло бы быть одним из нескольких убийств, вовлекающих связанных друг с другом наёмников из Ирака. Возле каждого места преступления оказывалась девушка, которая похожа знакома с жертвами и требовала их сознаться в некоем преступлении. Тем временем, Монро сопровождает Розали на встречу с матерью и сестрой. В Вене у Адалинды вдруг снова проявляются её сверхъестественные силы. Открывающая цитата: «Глаз за глаз, зуб за зуб, руку за руку, ногу за ногу». |            |                                                                      |                     |                                                                   |                 |             |                     |
| 56 | 12         | «The Wild Hunt» «Дикая охота»                                        | Роб Бэйли           | Дэвид Гринуолт и Джим Коуф                                        | 24 января 2014  | 312         | 5,88                |
| Становится известно о серии убийств людей в военной или полицейской форме. Почерк один и тот же: человек найден убитым и скальпированным. При этом все вещи жертвы оставлены на месте. Ник и Хэнк выясняют, что целью убийцы являются воины, чьи скальпы должны наделить снявшего их существа непобедимостью и неуязвимостью. Тем временем Монро и Розали собираются пожениться, но тут об этой новости узнают родители Монро… Открывающая цитата: «Но к вечеру возвращайся. От недобрых охотников дверь в избушке я запру». |            |                                                                      |                     |                                                                   |                 |             |                     |
| 57 | 13         | «Revelation» «Откровение»                                            | Терренс О’Хара      | Дэвид Гринуолт и Джим Коуф                                        | 28 февраля 2014 | 313         | 5,32                |
| Продолжение сюжета, начатого в предыдущей серии. После ссоры в доме Монро его мать приходит к Розали в магазин, а отец — в дом сына. Каждый из них независимо друг от друга пытается наладить отношения с молодым поколением. Отец Монро, до сих пор не примирившийся с невесткой-рыжехвостом и другом сына Гриммом, всё же кидается на выручку Нику и Монро, когда те противостоят троим Диконравам. Шону становится известно, что принц Виктор хочет захватить Адалинду и её будущего ребёнка, по телефону он убеждает молодую ведьму бежать с его людьми. Открывающая цитата: «Но вскоре семейные невзгоды лишь усугубились, не найти им было утешения». |            |                                                                      |                     |                                                                   |                 |             |                     |
| 58 | 14         | «Mommy Dearest» «Любимая мамочка»                                    | Норберто Барба      | Брэнна Коуф                                                       | 7 марта 2014    | 314         | 5,65                |
| Подруга детства сержанта Ву, Донна, сейчас замужем и ждёт ребёнка. Однажды ночью, в отсутствие мужа, некто пробирается в её спальню и пытается убить её ребёнка прямо во чреве матери. Нападение прервала проходившая мимо дома соседка. Ву очень обеспокоен состоянием подруги. Ему не дают покоя старые сказки его бабушки, которые так походят на действия нападавшего… Предложение Хэнка рассказать Ву о существах не встречает поддержки у остальных друзей. Адалинда, прячущаяся в домике в лесах Швейцарии, рожает девочку. Сопровождающего их Мейснера поражают магические способности новорождённой. Открывающая цитата: «Я подойду к их дому и проникну в него как змея. Я сожру их детей и сердца их пронзит боль».                                            |            |                                                                      |                     |                                                                   |                 |             |                     |
| 59 | 15         | «Once We Were Gods» «Когда-то мы были богами»                        | Стивен ДеПол        | Алан ДиФиоре                                                      | 14 марта 2014   | 315         | 5,63                |
| Себастиана схватили и пытали, но Мейснер с Адалиндой, предупреждённые Шоном, успели покинуть убежище. Сержант Ву, видевший существо, проходит лечение в больнице для душевнобольных. В Портленд прибывает представитель Совета Существ Александр: в найденном портлендскими археологами древнеегипетском саркофаге помещена мумия Анубиса, которого сумели похоронить «схлынувшим». Нельзя допустить, чтобы обычные люди получили доказательства существования существ. Двое молодых Анубисов хотят похитить находку учёных и воздать последние почести умершему. Открывающая цитата: «Ты не истлеешь, не сгниёшь, не превратишься в червей». |            |                                                                      |                     |                                                                   |                 |             |                     |
| 60 | 16         | «The Show Must Go On» «Шоу должно продолжаться»                      | Пол Кауфман         | Марк Гаффен и Кайл Маквей                                         | 21 марта 2014   | 316         | 5,71                |
| В Портленд приезжает ярмарка, главным развлечением которой является представление с перевоплощением людей в существ. Один из актёров, потрошитель по имени Макс, на публике демонстративно превращается в зверя и пугает людей, вырываясь из клетки. Люди воспринимают перевоплощения существ как театральное шоу, поэтому Совет Существ смотрит на такие вольности сквозь пальцы. После зверского убийства двух девушек, посещавших шоу, Ник решает, что это дело рук Макса, ведь все улики указывают на него. Открывающая цитата: «В таких условиях всё злое, что есть в человеческой натуре, проступает наружу». |            |                                                                      |                     |                                                                   |                 |             |                     |
| 61 | 17         | «Synchronicity» «Синхроничность»                                     | Дэвид Соломон       | История: Майкл Дагган и Майкл Голамко Телесценарий: Майкл Голамко | 4 апреля 2014   | 317         | 4,89                |
| Ник переживает, что Гримм в роли шафера на свадьбе существ — опасная затея, однако Монро и Розали предлагают очень простое решение. Заодно и Ник узнаёт, как он выглядит в глазах существ… Адалинду с ребёнком перехватывают люди из «Ферата». Неожиданно её спасает женщина, с которой молодая ведьма улетает на самолёте. Опасаясь, что в рядах Сопротивления завёлся предатель, женщина отказывается от первоначального плана полёта и привозит Адалинду в дом своего сына, поскольку считает, что это — самое безопасное место. Увидев, кто является сыном её спасительницы, Адалинда удивлена, возмущена и напугана. Открывающая цитата: «В любом хаосе существует вселенная, в любом беспорядке — тайный порядок». («Об архетипах коллективного бессознательного».) |            |                                                                      |                     |                                                                   |                 |             |                     |
| 62 | 18         | «The Law of Sacrifice» «Закон жертвы»                                | Терренс О’Хара      | История: Майкл Дагган и Майкл Голамко Телесценарий: Майкл Дагган  | 11 апреля 2014  | 318         | 4,73                |
| Нешуточная охота, которая развернулась за маленькой Дианой, грозит смертью и Адалинде, и капитану Шону. Понимая это, Шон обманом забирает девочку у ведьмы и отдаёт принцу Виктору. Но и Виктор держал у себя малышку не более часа: теперь кроха увезена в неизвестном направлении и будет воспитываться человеком, который ей так понравился… Открывающая цитата: «Испугалась королева, и стала ему предлагать богатства всего королевства, чтобы он только согласился оставить ей дитя…» |            |                                                                      |                     |                                                                   |                 |             |                     |
| 63 | 19         | «Nobody Knows the Trubel I’ve Seen» «Пришла Беда — отворяй ворота»   | Норберто Барба      | Дэвид Гринуолт и Джим Коуф                                        | 25 апреля 2014  | 319         | 4,39                |
| Адалинда разыскивает пропавшую дочь, не зная, что её украли у Виктора. Виктор решает использовать это в своих целях. В городе какая-то девушка убивает нескольких существ. Не зная, что это за существо, Ник, Хэнк и Монро пытаются её поймать и обнаруживают, что она — Гримм. Девушку, которая назвалась Бедой, Ник приводит к себе. Открывающая цитата: «Никто не знает о бедах, повстречавшихся на моём пути, никому не понять моего горя». |            |                                                                      |                     |                                                                   |                 |             |                     |
| 64 | 20         | «My Fair Wesen» «Моё прекрасное существо»                            | Кларк Матис         | История: Томас Йен Гриффит и Роб Райт Телесценарий: Шон Колдер    | 2 мая 2014      | 320         | 5,20                |
| Беда сообщает, что её приёмных родителей убил сокрушитель. Ник знакомит её с Монро и Розали. Адалинда пытается разобраться с наследством, оставленным матерью. Беда присоединяется к расследованию очередного убийства, совершённого явно существом, самостоятельно находит преступника и едва не погибает, когда оказывается, что существ двое. Открывающая цитата: «Нет больше тёмной, серой птицы, на которую противно и неприятно смотреть, но есть изящный и красивый лебедь». |            |                                                                      |                     |                                                                   |                 |             |                     |
| 65 | 21         | «The Inheritance» «Наследие»                                         | Эрик Ланёвилль      | Дэн Е. Фесман                                                     | 9 мая 2014      | 321         | 4,83                |
| Ник пытается приучить Беду к мирной жизни, хотя она не слишком к этому стремится. Его ищет Джош Портер, — его отец, потомственный Гримм, умирает, и хотел бы завещать детективу имущество, относящееся к семейному делу. Сам Джош, не унаследовавший способностей Гримма и уставший от постоянного, бессмысленного преследования ищеек, в которых не верит, убеждён в том, что отец — сумасшедший. Он уже готов отказаться от поисков, но его вовремя перехватывает Беда… Розали одолевают скверные предчувствия из-за предстоящей свадьбы. Адалинда пытается водить за нос капитана Ренарда, собирая компоненты зелья для преображения в Джульетту. Открывающая цитата: «Нет, — сказал король, — я скорее умру, чем отпущу тебя в такое опасное путешествие!».           |            |                                                                      |                     |                                                                   |                 |             |                     |
| 66 | 22         | «Blond Ambition» «Блондинка с амбициями»                             | Норберто Барба      | Джим Коуф и Дэвид Гринуолт                                        | 16 мая 2014     | 322         | 5,39                |
| Несмотря на некоторые шероховатости в подготовке к свадьбе, Розали и Монро решительно намерены пожениться. Однако в дело вмешивается случай и… Адалинда! Пылая жаждой мести, настырная блондинка готова разрушить счастье не одной пары, подставить под удар не одного бывшего союзника и начисто лишить магических сил своего главного врага! Ренард тяжело ранен ищейкой, а Ву находит в доме Ника книгу с описанием существ. Открывающая цитата: «Осмотрись-ка ты, невеста, не в разбойном ли ты месте». |            |                                                                      |                     |                                                                   |                 |             |                     |